# Time's Up
Time's Up es el segundo álbum de la banda Living Colour, lanzado en agosto de 1990. Disco más experimental que Vivid, en el que introducen toques psicodélicos, soul, música afro-latina y hardcore. La cantidad de discos vendidos, sigue siendo bastante elevada, aunque es menor el impacto que el primer LP, y ganan nuevamente un Grammy a la "Best Hard Rock Performance".

## Listado de temas
1. Time's Up (Reid/Calhoun/Glover/Skillings)
2. History Lesson (Reid)
3. Pride (Calhoun)
4. Love Rears Its Ugly Head (Reid)
5. New Jack Theme (Reid)
6. Someone Like You (Skillings)
7. Elvis Is Dead (Reid)
8. Type (Reid)
9. Information Overload (Reid)
10. Under Cover of Darkness (Glover)
11. Ology (Skillings)
12. Fight the Fight (Reid/Calhoun/Glover/Skillings)
13. Tag Team Partners (Glover)
14. Solace of You (Reid/Glover)
15. This Is the Life (Reid)

## Personal
- Corey Glover - vocalista
- Vernon Reid - guitarra y coros
- Muzz Skillings - bajo y coros
- William Calhoun - batería, percusión y coros

Con:
- Annette Daniels - coros en Pride y This Is A Life
- D.K. Dyson - coros en Pride y This Is A Life
- Rosa Russ - coros en Pride y This Is A Life
- Derin Young - coros en Pride, This Is A Life y Solance Of You
- Alan Friedman - programación en New Jack Theme
- Little Richard -	vocalista en Elvis Is Dead
- Maceo Parker - saxofón en Elvis Is Dead
- Mick Jagger - coros en Elvis Is Dead
- Toshi Kubota - coros en Elvis Is Dead
- Yubie Navas - coros en Elvis Is Dead
- Alva Rogers - coros en Elvis Is Dead
- Francine Stasium - coros en Elvis Is Dead
- Queen Latifah - coros en Under Cover of Darkness
- Don Byron - clarinete y saxo barítono en Under Cover of Darkness
- Akbar Ali - secuencias en Under Cover of Darkness
- Charles Burnham - secuencias en Under Cover of Darkness
- Reggie Workman - secuencias en Under Cover of Darkness
- Eileen Folson - secuencia en Under Cover of Darkness
- Doug E. Fresh - percusión en Solance Of You y coros en Tag Team Partners

## Producción
- Producción, ingeniero y mezcla: Ed Stasium
- Ingenieros auxiliares: Paul Hamingson, John Aguto, Lolly Grodner y Jeff Lippay
- Masterización: Greg Calbi
- Lex Van Pieterson - fotografía

- Datos: Q1767582